# Collegio elettorale di Sondrio (Senato della Repubblica)
Il collegio di Sondrio fu un collegio elettorale uninominale della Repubblica Italiana appartenente alla Circoscrizione Lombardia; fu utilizzato per eleggere un senatore della Repubblica dalla I alla XIV legislatura, sebbene con forme diverse e sistemi elettorali diversi.

## Storia
Il collegio venne creato nel 1948 secondo la legge n. 29 del 6 febbraio 1948 la quale, pur basandosi sull'impianto proporzionale in vigore per la Camera, rispetto a quest'ultima conteneva alcuni piccoli correttivi in senso maggioritario. Tale legge ebbe il suo definitivo perfezionamento col Testo Unico n. 361 del 1957. Differentemente dalla Camera, la legge elettorale del Senato si articolava su base regionale, seguendo il dettato costituzionale (art.57). Ogni Regione era suddivisa in tanti collegi uninominali quanti erano i seggi ad essa assegnati. All'interno di ciascun collegio, veniva eletto il candidato che avesse raggiunto il quorum del 65% delle preferenze: tale soglia, oggettivamente di difficilissimo conseguimento, tradiva l'impianto proporzionale su cui era concepito anche il sistema elettorale della Camera Alta. Qualora, come normalmente avveniva, nessun candidato avesse conseguito l'elezione, i voti di tutti i candidati venivano raggruppati in liste di partito a livello regionale, dove i seggi venivano allocati utilizzando il metodo D'Hondt delle maggiori medie statistiche e quindi, all'interno di ciascuna lista, venivano dichiarati eletti i candidati con le migliori percentuali di preferenza.
Nel 1993, con la cosiddetta Legge Mattarella (Legge n. 276, Norme per l'elezione del Senato della Repubblica), attuata in seguito al referendum abrogativo del 1993, venne istituito per la Camera dei deputati e per il Senato della Repubblica un sistema di elezione misto, in parte maggioritario e in parte proporzionale. Il 75% dei parlamentari dell'assemblea veniva eletto in collegi uninominali tramite sistema maggioritario a turno unico; il restante 25% al Senato veniva eletto tramite recupero proporzionale dei più votati non eletti attraverso un meccanismo di calcolo denominato "scorporo", cioè sottraendo dal conteggio dei voti totali di una lista nella parte proporzionale i voti ottenuti dai candidati collegati alla medesima lista che erano eletti nei collegi uninominali con il sistema maggioritario.
Il collegio venne abolito insieme a tutti gli altri che costituivano il Senato con la promulgazione della legge elettorale successiva, la cosiddetta Legge Calderoli. Questa prevedeva un sistema proporzionale con premio di maggioranza, che al Senato veniva attribuito a livello regionale.

## 1948-1993

### Territorio
Il collegio di Sondrio era uno dei 31 collegi uninominali in cui era suddivisa la Lombardia; era interamente compreso nella provincia di Sondrio e comprendeva i seguenti comuni: Albaredo per San Marco, Albosaggia, Andalo Valtellino, Aprica, Ardenno, Bema, Berbenno di Valtellina, Bianzone, Bormio, Buglio in Monte, Caiolo, Campodolcino, Caspoggio, Castello dell'Acqua, Castione Andevenno, Cedrasco, Cercino, Chiavenna, Chiesa in Valmalenco, Chiuro, Cino, Civo, Colorina, Cosio Valtellino, Dazio, Delebio, Dubino, Faedo Valtellino, Forcola, Fusine, Gerola Alta, Gordona, Grosio, Grosotto, Lanzada, Livigno, Lovero, Mantello, Mazzo di Valtellina, Mello, Menarola, Mese, Montagna in Valtellina, Morbegno, Novate Mezzola, Pedesina, Piantedo, Piateda, Piuro, Poggiridenti, Ponte in Valtellina, Postalesio, Prata Camportaccio, Rasura, Rogolo, Samolaco, San Giacomo Filippo, Sernio, Sondalo, Sondrio, Spriana, Talamona, Tartano, Teglio, Tirano, Torre di Santa Maria, Tovo di Sant'Agata, Traona, Tresivio, Val Masino, Valdidentro, Valdisotto, Valfurva, Verceia, Vervio, Villa di Chiavenna e Villa di Tirano.

### Dati elettorali

#### I legislatura
|                               | Ezio Vanoni ✔️ Eletto | Democrazia Cristiana                             | 46 452 | 67,15 |  |  |  |  |  |
|                               | Renzo Giuliani        | Fronte Democratico Popolare                      | 10 797 | 15,61 |  |  |  |  |  |
|                               | Ugo Cerletti          | Unità Socialista - Partito Repubblicano Italiano | 10 795 | 15,60 |  |  |  |  |  |
|                               | Guglielmo Orengo      | Blocco Nazionale                                 | 1 135  | 1,64  |  |  |  |  |  |
| Totale                        | Totale                | Totale                                           | 69 179 | 100   |  |  |  |  |  |
|                               |                       |                                                  |        |       |  |  |  |  |  |
| Voti non validi               | Voti non validi       | Voti non validi                                  | 4 261  | 5,80  |  |  |  |  |  |
| Votanti                       | Votanti               | Votanti                                          | 73 440 | 87,77 |  |  |  |  |  |
| Elettori                      | Elettori              | Elettori                                         | 83 669 |       |  |  |  |  |  |
|                               |                       |                                                  |        |       |  |  |  |  |  |
| Data: 18 aprile 1948          |                       |                                                  |        |       |  |  |  |  |  |
| Fonte: Ministero dell'interno |                       |                                                  |        |       |  |  |  |  |  |

#### II legislatura
|                                                                                | Ezio Vanoni ✔️ Eletto | Democrazia Cristiana                    | 44 889 | 62,58 |  |  |  |  |  |
|                                                                                | Guido Merizzi         | Partito Socialista Italiano             | 9 657  | 13,46 |  |  |  |  |  |
|                                                                                | Giulio Chiarelli      | Partito Comunista Italiano              | 6 453  | 9,00  |  |  |  |  |  |
|                                                                                | Paolo Sozzani         | Partito Nazionale Monarchico            | 4 610  | 6,43  |  |  |  |  |  |
|                                                                                | Balilla Pinchetti     | Partito Socialista Democratico Italiano | 3 117  | 4,35  |  |  |  |  |  |
|                                                                                | Carlo Pini            | Movimento Sociale Italiano              | 1 560  | 2,17  |  |  |  |  |  |
|                                                                                | Eugenio Rosasco       | Partito Liberale Italiano               | 641    | 0,89  |  |  |  |  |  |
|                                                                                | Giulio Alonzi         | Unità Popolare                          | 421    | 0,59  |  |  |  |  |  |
|                                                                                | Achille Ottolenghi    | Partito Repubblicano Italiano           | 385    | 0,54  |  |  |  |  |  |
| Totale                                                                         | Totale                | Totale                                  | 71 733 | 100   |  |  |  |  |  |
|                                                                                |                       |                                         |        |       |  |  |  |  |  |
| Voti non validi                                                                | Voti non validi       | Voti non validi                         | 4 053  | 5,35  |  |  |  |  |  |
| Votanti                                                                        | Votanti               | Votanti                                 | 75 786 | 88,10 |  |  |  |  |  |
| Elettori                                                                       | Elettori              | Elettori                                | 86 025 |       |  |  |  |  |  |
|                                                                                |                       |                                         |        |       |  |  |  |  |  |
| Nota: quorum del 65% non raggiunto; ripartizione dei seggi a livello regionale |                       |                                         |        |       |  |  |  |  |  |
| Data: 7 giugno 1953                                                            |                       |                                         |        |       |  |  |  |  |  |
| Fonte: Ministero dell'interno                                                  |                       |                                         |        |       |  |  |  |  |  |

#### III legislatura
|                                                                                | Attilio Piccioni ✔️ Eletto | Democrazia Cristiana                     | 44 693 | 57,65 |  |  |  |  |  |
|                                                                                | Guido Merizzi              | Partito Socialista Italiano              | 10 497 | 13,54 |  |  |  |  |  |
|                                                                                | Giulio Chiarelli           | Partito Comunista Italiano               | 9 016  | 11,63 |  |  |  |  |  |
|                                                                                | Antonio Carbonera          | Partito Socialista Democratico Italiano  | 6 025  | 7,77  |  |  |  |  |  |
|                                                                                | Marcello Rossato           | Partito Nazionale Monarchico             | 2 243  | 2,89  |  |  |  |  |  |
|                                                                                | Diego Scarì                | Partito Liberale Italiano                | 1 872  | 2,41  |  |  |  |  |  |
|                                                                                | Agostino Lino Luzzi        | Movimento Sociale Italiano               | 1 421  | 1,83  |  |  |  |  |  |
|                                                                                | Paolo Sozzani              | Partito Monarchico Popolare              | 929    | 1,20  |  |  |  |  |  |
|                                                                                | Achille Ottolenghi         | PRI - PR                                 | 565    | 0,73  |  |  |  |  |  |
|                                                                                | Italo Rizzieri             | Movimento Autonomia Regionale Piemontese | 261    | 0,34  |  |  |  |  |  |
| Totale                                                                         | Totale                     | Totale                                   | 77 522 | 100   |  |  |  |  |  |
|                                                                                |                            |                                          |        |       |  |  |  |  |  |
| Voti non validi                                                                | Voti non validi            | Voti non validi                          | 4 264  | 5,21  |  |  |  |  |  |
| Votanti                                                                        | Votanti                    | Votanti                                  | 81 786 | 91,37 |  |  |  |  |  |
| Elettori                                                                       | Elettori                   | Elettori                                 | 89 514 |       |  |  |  |  |  |
|                                                                                |                            |                                          |        |       |  |  |  |  |  |
| Nota: quorum del 65% non raggiunto; ripartizione dei seggi a livello regionale |                            |                                          |        |       |  |  |  |  |  |
| Data: 25 maggio 1958                                                           |                            |                                          |        |       |  |  |  |  |  |
| Fonte: Ministero dell'interno                                                  |                            |                                          |        |       |  |  |  |  |  |

#### IV legislatura
|                                                                                | Athos Valsecchi ✔️ Eletto | Democrazia Cristiana                    | 45 841 | 55,88 |  |  |  |  |  |
|                                                                                | A. Tavolaro               | Partito Socialista Italiano             | 15 692 | 19,13 |  |  |  |  |  |
|                                                                                | Giulio Chiarelli          | Partito Comunista Italiano              | 8 258  | 10,07 |  |  |  |  |  |
|                                                                                | G. Azzola                 | Partito Socialista Democratico Italiano | 6 369  | 7,76  |  |  |  |  |  |
|                                                                                | G. Balatti                | Partito Liberale Italiano               | 4 484  | 5,47  |  |  |  |  |  |
|                                                                                | Carlo Pini                | Movimento Sociale Italiano              | 1 387  | 1,69  |  |  |  |  |  |
| Totale                                                                         | Totale                    | Totale                                  | 82 031 | 100   |  |  |  |  |  |
|                                                                                |                           |                                         |        |       |  |  |  |  |  |
| Voti non validi                                                                | Voti non validi           | Voti non validi                         | 4 149  | 4,81  |  |  |  |  |  |
| Votanti                                                                        | Votanti                   | Votanti                                 | 86 180 | 92,25 |  |  |  |  |  |
| Elettori                                                                       | Elettori                  | Elettori                                | 93 417 |       |  |  |  |  |  |
|                                                                                |                           |                                         |        |       |  |  |  |  |  |
| Nota: quorum del 65% non raggiunto; ripartizione dei seggi a livello regionale |                           |                                         |        |       |  |  |  |  |  |
| Data: 28 aprile 1963                                                           |                           |                                         |        |       |  |  |  |  |  |
| Fonte: Ministero dell'interno                                                  |                           |                                         |        |       |  |  |  |  |  |

#### V legislatura
|                                                                                | Athos Valsecchi ✔️ Eletto   | Democrazia Cristiana          | 46 481 | 53,89 |  |  |  |  |  |
|                                                                                | Edoardo Catellani ✔️ Eletto | PSI-PSDI Unificati            | 19 947 | 23,13 |  |  |  |  |  |
|                                                                                | Giulio Chiarelli            | PCI - PSIUP                   | 12 242 | 14,19 |  |  |  |  |  |
|                                                                                | C. Folzani                  | Partito Liberale Italiano     | 5 287  | 6,13  |  |  |  |  |  |
|                                                                                | Remo Cadringher             | Movimento Sociale Italiano    | 1 593  | 1,85  |  |  |  |  |  |
|                                                                                | Achille Ottolenghi          | Partito Repubblicano Italiano | 702    | 0,81  |  |  |  |  |  |
| Totale                                                                         | Totale                      | Totale                        | 86 252 | 100   |  |  |  |  |  |
|                                                                                |                             |                               |        |       |  |  |  |  |  |
| Voti non validi                                                                | Voti non validi             | Voti non validi               | 4 316  | 4,77  |  |  |  |  |  |
| Votanti                                                                        | Votanti                     | Votanti                       | 90 568 | 92,84 |  |  |  |  |  |
| Elettori                                                                       | Elettori                    | Elettori                      | 97 555 |       |  |  |  |  |  |
|                                                                                |                             |                               |        |       |  |  |  |  |  |
| Nota: quorum del 65% non raggiunto; ripartizione dei seggi a livello regionale |                             |                               |        |       |  |  |  |  |  |
| Data: 19 maggio 1968                                                           |                             |                               |        |       |  |  |  |  |  |
| Fonte: Ministero dell'interno                                                  |                             |                               |        |       |  |  |  |  |  |

#### VI legislatura
|                                                                                | Athos Valsecchi ✔️ Eletto   | Democrazia Cristiana                    | 46 632 | 53,02 |  |  |  |  |  |
|                                                                                | Edoardo Catellani ✔️ Eletto | Partito Socialista Italiano             | 16 330 | 18,57 |  |  |  |  |  |
|                                                                                | C. Bertelli                 | PCI - PSIUP                             | 10 630 | 12,09 |  |  |  |  |  |
|                                                                                | M. Ferri                    | Partito Socialista Democratico Italiano | 6 431  | 7,31  |  |  |  |  |  |
|                                                                                | V. Massera                  | Partito Liberale Italiano               | 3 963  | 4,51  |  |  |  |  |  |
|                                                                                | A. Talanti                  | Movimento Sociale Italiano              | 2 357  | 2,68  |  |  |  |  |  |
|                                                                                | F. Gilardelli               | Partito Repubblicano Italiano           | 1 615  | 1,84  |  |  |  |  |  |
| Totale                                                                         | Totale                      | Totale                                  | 87 958 | 100   |  |  |  |  |  |
|                                                                                |                             |                                         |        |       |  |  |  |  |  |
| Voti non validi                                                                | Voti non validi             | Voti non validi                         | 5 974  | 6,36  |  |  |  |  |  |
| Votanti                                                                        | Votanti                     | Votanti                                 | 93 932 | 93,95 |  |  |  |  |  |
| Elettori                                                                       | Elettori                    | Elettori                                | 99 984 |       |  |  |  |  |  |
|                                                                                |                             |                                         |        |       |  |  |  |  |  |
| Nota: quorum del 65% non raggiunto; ripartizione dei seggi a livello regionale |                             |                                         |        |       |  |  |  |  |  |
| Data: 7 maggio 1972                                                            |                             |                                         |        |       |  |  |  |  |  |
| Fonte: Ministero dell'interno                                                  |                             |                                         |        |       |  |  |  |  |  |

#### VII legislatura
|                                                                                | Eugenio Tarabini ✔️ Eletto  | Democrazia Cristiana                    | 47 471  | 52,12 |  |  |  |  |  |
|                                                                                | Mario Leofreddi             | Partito Comunista Italiano              | 16 774  | 18,42 |  |  |  |  |  |
|                                                                                | Edoardo Catellani ✔️ Eletto | Partito Socialista Italiano             | 14 070  | 15,45 |  |  |  |  |  |
|                                                                                | Carlo Folzani               | Partito Socialista Democratico Italiano | 4 441   | 4,88  |  |  |  |  |  |
|                                                                                | Attilio Gianatti            | Partito Liberale Italiano               | 2 409   | 2,64  |  |  |  |  |  |
|                                                                                | Giorgio Pisano              | Movimento Sociale Italiano              | 2 047   | 2,25  |  |  |  |  |  |
|                                                                                | Fausto Gilardelli           | Partito Repubblicano Italiano           | 1 943   | 2,13  |  |  |  |  |  |
|                                                                                | Leonida Calamida            | Democrazia Proletaria                   | 1 334   | 1,46  |  |  |  |  |  |
|                                                                                | Graziano Laurini            | Partito Radicale                        | 595     | 0,65  |  |  |  |  |  |
| Totale                                                                         | Totale                      | Totale                                  | 91 084  | 100   |  |  |  |  |  |
|                                                                                |                             |                                         |         |       |  |  |  |  |  |
| Voti non validi                                                                | Voti non validi             | Voti non validi                         | 4 626   | 4,83  |  |  |  |  |  |
| Votanti                                                                        | Votanti                     | Votanti                                 | 95 710  | 92,53 |  |  |  |  |  |
| Elettori                                                                       | Elettori                    | Elettori                                | 103 432 |       |  |  |  |  |  |
|                                                                                |                             |                                         |         |       |  |  |  |  |  |
| Nota: quorum del 65% non raggiunto; ripartizione dei seggi a livello regionale |                             |                                         |         |       |  |  |  |  |  |
| Data: 20 giugno 1976                                                           |                             |                                         |         |       |  |  |  |  |  |
| Fonte: Ministero dell'interno                                                  |                             |                                         |         |       |  |  |  |  |  |

#### VIII legislatura
|                                                                                | Eugenio Tarabini ✔️ Eletto     | Democrazia Cristiana                         | 47 000  | 51,46 |  |  |  |  |  |
|                                                                                | Libero Della Briotta ✔️ Eletto | Partito Socialista Italiano                  | 15 786  | 17,29 |  |  |  |  |  |
|                                                                                | L. Bettini                     | Partito Comunista Italiano                   | 15 627  | 17,11 |  |  |  |  |  |
|                                                                                | A. Caroi                       | Partito Socialista Democratico Italiano      | 3 489   | 3,82  |  |  |  |  |  |
|                                                                                | Attilio Gianatti               | Partito Liberale Italiano                    | 2 541   | 2,78  |  |  |  |  |  |
|                                                                                | S. G. Confortola               | Partito Repubblicano Italiano                | 2 346   | 2,57  |  |  |  |  |  |
|                                                                                | A. Lenini                      | Movimento Sociale Italiano                   | 1 813   | 1,99  |  |  |  |  |  |
|                                                                                | R. Rodolico                    | Partito Radicale                             | 1 738   | 1,90  |  |  |  |  |  |
|                                                                                | A. Talanti                     | Costituente di Destra - Democrazia Nazionale | 588     | 0,64  |  |  |  |  |  |
|                                                                                | Pierfranco Mastalli            | Nuova Sinistra Unita                         | 397     | 0,43  |  |  |  |  |  |
| Totale                                                                         | Totale                         | Totale                                       | 91 325  | 100   |  |  |  |  |  |
|                                                                                |                                |                                              |         |       |  |  |  |  |  |
| Voti non validi                                                                | Voti non validi                | Voti non validi                              | 6 149   | 6,31  |  |  |  |  |  |
| Votanti                                                                        | Votanti                        | Votanti                                      | 97 474  | 90,20 |  |  |  |  |  |
| Elettori                                                                       | Elettori                       | Elettori                                     | 108 059 |       |  |  |  |  |  |
|                                                                                |                                |                                              |         |       |  |  |  |  |  |
| Nota: quorum del 65% non raggiunto; ripartizione dei seggi a livello regionale |                                |                                              |         |       |  |  |  |  |  |
| Data: 3 giugno 1979                                                            |                                |                                              |         |       |  |  |  |  |  |
| Fonte: Ministero dell'interno                                                  |                                |                                              |         |       |  |  |  |  |  |

#### IX legislatura
|                                                                                | Eugenio Tarabini ✔️ Eletto     | Democrazia Cristiana                    | 42 801  | 48,59 |  |  |  |  |  |
|                                                                                | Libero Della Briotta ✔️ Eletto | Partito Socialista Italiano             | 15 335  | 17,41 |  |  |  |  |  |
|                                                                                | Nella Credaro Porta            | Partito Comunista Italiano              | 13 871  | 15,75 |  |  |  |  |  |
|                                                                                | Carlo Folzani                  | Partito Socialista Democratico Italiano | 4 450   | 5,05  |  |  |  |  |  |
|                                                                                | Eugenio Gusmeroli              | Partito Repubblicano Italiano           | 3 388   | 3,85  |  |  |  |  |  |
|                                                                                | Ugo Paganella                  | Movimento Sociale Italiano              | 2 691   | 3,06  |  |  |  |  |  |
|                                                                                | Amerigo Merizzi                | Partito Liberale Italiano               | 2 499   | 2,84  |  |  |  |  |  |
|                                                                                | Enrico Marco Luzzi             | Partito Radicale                        | 1 455   | 1,65  |  |  |  |  |  |
|                                                                                | Pierfranco Mastalli            | Democrazia Proletaria                   | 1 146   | 1,30  |  |  |  |  |  |
|                                                                                | Mariagrazia Crotti Viscardi    | Lista per Trieste                       | 223     | 0,25  |  |  |  |  |  |
|                                                                                | Rosa Bonfanti                  | Partito Cristiano Azione Sociale        | 218     | 0,25  |  |  |  |  |  |
| Totale                                                                         | Totale                         | Totale                                  | 88 077  | 100   |  |  |  |  |  |
|                                                                                |                                |                                         |         |       |  |  |  |  |  |
| Voti non validi                                                                | Voti non validi                | Voti non validi                         | 8 849   | 9,13  |  |  |  |  |  |
| Votanti                                                                        | Votanti                        | Votanti                                 | 96 926  | 86,09 |  |  |  |  |  |
| Elettori                                                                       | Elettori                       | Elettori                                | 112 589 |       |  |  |  |  |  |
|                                                                                |                                |                                         |         |       |  |  |  |  |  |
| Nota: quorum del 65% non raggiunto; ripartizione dei seggi a livello regionale |                                |                                         |         |       |  |  |  |  |  |
| Data: 26 giugno 1983                                                           |                                |                                         |         |       |  |  |  |  |  |
| Fonte: Ministero dell'interno                                                  |                                |                                         |         |       |  |  |  |  |  |

#### X legislatura
|                                                                                | Vittorino Colombo ✔️ Eletto | Democrazia Cristiana                    | 41 953  | 42,74 |  |  |  |  |  |
|                                                                                | Francesco Forte ✔️ Eletto   | Partito Socialista Italiano             | 19 404  | 19,77 |  |  |  |  |  |
|                                                                                | C. Comi                     | Partito Comunista Italiano              | 13 222  | 13,47 |  |  |  |  |  |
|                                                                                | Gianpaolo Bissi             | Partito Socialista Democratico Italiano | 6 679   | 6,80  |  |  |  |  |  |
|                                                                                | S. Bazzan Delmirani         | Lega Lombarda                           | 3 976   | 4,05  |  |  |  |  |  |
|                                                                                | Ugo Paganella               | Movimento Sociale Italiano              | 2 827   | 2,88  |  |  |  |  |  |
|                                                                                | E. G. F. Ferrari            | Partito Repubblicano Italiano           | 2 637   | 2,69  |  |  |  |  |  |
|                                                                                | B. Lavizzari                | Partito Liberale Italiano               | 2 459   | 2,50  |  |  |  |  |  |
|                                                                                | M. Nobili                   | Partito Radicale                        | 1 631   | 1,66  |  |  |  |  |  |
|                                                                                | Pierpaolo Nahmias           | Lista Verde                             | 1 474   | 1,50  |  |  |  |  |  |
|                                                                                | W. Perlot                   | Democrazia Proletaria                   | 1 415   | 1,44  |  |  |  |  |  |
|                                                                                | G. Zamperini                | Liga Veneta-Pensionati Uniti            | 397     | 0,40  |  |  |  |  |  |
|                                                                                | A. P. Testori               | Alleanza Popolare Pensionati            | 93      | 0,09  |  |  |  |  |  |
| Totale                                                                         | Totale                      | Totale                                  | 98 167  | 100   |  |  |  |  |  |
|                                                                                |                             |                                         |         |       |  |  |  |  |  |
| Voti non validi                                                                | Voti non validi             | Voti non validi                         | 6 740   | 6,42  |  |  |  |  |  |
| Votanti                                                                        | Votanti                     | Votanti                                 | 104 907 | 89,57 |  |  |  |  |  |
| Elettori                                                                       | Elettori                    | Elettori                                | 117 126 |       |  |  |  |  |  |
|                                                                                |                             |                                         |         |       |  |  |  |  |  |
| Nota: quorum del 65% non raggiunto; ripartizione dei seggi a livello regionale |                             |                                         |         |       |  |  |  |  |  |
| Data: 14 giugno 1987                                                           |                             |                                         |         |       |  |  |  |  |  |
| Fonte: Ministero dell'interno                                                  |                             |                                         |         |       |  |  |  |  |  |

#### XI legislatura
|                                                                                | Vittorino Colombo ✔️ Eletto | Democrazia Cristiana                    | 31 040  | 29,76 |  |  |  |  |  |
|                                                                                | Gianpaolo Paini ✔️ Eletto   | Lega Lombarda                           | 24 738  | 23,71 |  |  |  |  |  |
|                                                                                | Francesco Forte ✔️ Eletto   | Partito Socialista Italiano             | 17 058  | 16,35 |  |  |  |  |  |
|                                                                                | Roberto Pattarin            | Partito Democratico della Sinistra      | 6 477   | 6,21  |  |  |  |  |  |
|                                                                                | Gianpaolo Bissi             | Partito Socialista Democratico Italiano | 6 036   | 5,79  |  |  |  |  |  |
|                                                                                | Franco Gianasso             | Partito della Rifondazione Comunista    | 2 639   | 2,53  |  |  |  |  |  |
|                                                                                | Pietro Luigi Tremonti       | Movimento Sociale Italiano              | 2 326   | 2,23  |  |  |  |  |  |
|                                                                                | Giovanni Balgera            | Partito Liberale Italiano               | 2 174   | 2,08  |  |  |  |  |  |
|                                                                                | Elidio De Paoli             | Lega Alpina Lumbarda                    | 2 129   | 2,04  |  |  |  |  |  |
|                                                                                | Alberto Branca              | Partito Repubblicano Italiano           | 1 867   | 1,79  |  |  |  |  |  |
|                                                                                | Virginio Bettini            | Federazione dei Verdi                   | 1 807   | 1,73  |  |  |  |  |  |
|                                                                                | Giannina Barbati            | La Lega Casalinghe-Pensionati           | 1 533   | 1,47  |  |  |  |  |  |
|                                                                                | Romano Lanzini              | Lega Lombardia Europea                  | 1 050   | 1,01  |  |  |  |  |  |
|                                                                                | Andrea Valcarenghi          | Lista Marco Pannella                    | 941     | 0,90  |  |  |  |  |  |
|                                                                                | Angelo Curtoni              | Sì Referendum                           | 680     | 0,65  |  |  |  |  |  |
|                                                                                | Sergio Pomati               | Alleanza Lombarda Autonomia             | 663     | 0,64  |  |  |  |  |  |
|                                                                                | Francesco Spallina          | Partito Pensionati                      | 608     | 0,58  |  |  |  |  |  |
|                                                                                | Giorgio Paini               | Movimento Fascismo e Libertà            | 308     | 0,30  |  |  |  |  |  |
|                                                                                | Giovanni Ducoli             | Caccia Pesca Ambiente                   | 147     | 0,14  |  |  |  |  |  |
|                                                                                | Angelo Compagnoni           | Federalismo - Pensionati Uomini Vivi    | 97      | 0,09  |  |  |  |  |  |
| Totale                                                                         | Totale                      | Totale                                  | 104 318 | 100   |  |  |  |  |  |
|                                                                                |                             |                                         |         |       |  |  |  |  |  |
| Voti non validi                                                                | Voti non validi             | Voti non validi                         | 6 900   | 6,20  |  |  |  |  |  |
| Votanti                                                                        | Votanti                     | Votanti                                 | 111 218 | 88,57 |  |  |  |  |  |
| Elettori                                                                       | Elettori                    | Elettori                                | 125 564 |       |  |  |  |  |  |
|                                                                                |                             |                                         |         |       |  |  |  |  |  |
| Nota: quorum del 65% non raggiunto; ripartizione dei seggi a livello regionale |                             |                                         |         |       |  |  |  |  |  |
| Data: 5 aprile 1992                                                            |                             |                                         |         |       |  |  |  |  |  |
| Fonte: Ministero dell'interno                                                  |                             |                                         |         |       |  |  |  |  |  |

## 1993-2005

### Territorio
Il collegio di Sondrio era uno dei 35 collegi uninominali in cui era suddivisa la Lombardia; come previsto dal D.Lgs. del 20 dicembre 1993 n. 535, era  compreso nella province di Como, Lecco e Sondrio e comprendeva i seguenti comuni: Abbadia Lariana, Albaredo per San Marco, Albosaggia, Andalo Valtellino, Aprica, Ardenno, Argegno, Barzio, Bellano, Bema, Bene Lario, Berbenno di Valtellina, Bianzone, Blessagno, Bormio, Brienno, Buglio in Monte, Caiolo, Campione d'Italia, Campodolcino, Carlazzo, Casargo, Casasco d'Intelvi, Caspoggio, Cassina Valsassina, Castello dell'Acqua, Castiglione d'Intelvi, Castione Andevenno, Cavargna, Cedrasco, Cerano d'Intelvi, Cercino, Chiavenna, Chiesa in Valmalenco, Chiuro, Cino, Civo, Claino con Osteno, Colico, Colonno, Colorina, Consiglio di Rumo, Corrido, Cortenova, Cosio Valtellino, Cremeno, Cremia, Cusino, Dazio, Delebio, Dervio, Dizzasco, Domaso, Dongo, Dorio, Dosso del Liro, Dubino, Esino Lario, Faedo Valtellino, Forcola, Fusine, Garzeno, Gera Lario, Germasino, Gerola Alta, Gordona, Grandola ed Uniti, Gravedona, Griante, Grosio, Grosotto, Introbio, Introzzo, Laino, Lanzada, Lanzo d'Intelvi, Lenno, Lierna, Livigno, Livo, Lovero, Madesimo, Mandello del Lario, Mantello, Margno, Mazzo di Valtellina, Mello, Menaggio, Menarola, Mese, Mezzegra, Moggio, Montagna in Valtellina, Montemezzo, Morbegno, Musso, Novate Mezzola, Oliveto Lario, Ossuccio, Pagnona, Parlasco, Pasturo, Pedesina, Peglio, Pellio Intelvi, Perledo, Pianello del Lario, Piantedo, Piateda, Pigra, Piuro, Plesio, Poggiridenti, Ponna, Ponte in Valtellina, Porlezza, Postalesio, Prata Camportaccio, Premana, Primaluna, Ramponio Verna, Rasura, Rogolo, Sala Comacina, Samolaco, San Bartolomeo Val Cavargna, San Fedele Intelvi, San Giacomo Filippo, San Nazzaro Val Cavargna, Sant'Abbondio, Santa Maria Rezzonico, Schignano, Sernio, Sondalo, Sondrio, Sorico, Stazzona, Spriana, Sueglio, Taceno, Talamona, Tartano, Teglio, Tirano, Torre di Santa Maria, Tovo di Sant'Agata, Traona, Tremenico, Tremezzo, Tresivio, Trezzone, Val Masino, Val Rezzo, Valdidentro, Valdisotto, Valfurva, Valsolda, Varenna, Vendrogno, Vercana, Verceia, Vervio, Vestreno, Villa di Chiavenna e Villa di Tirano.

### Eletti
| Elezione | Elezione | Senatore         | Partito                 |
| -------- | -------- | ---------------- | ----------------------- |
|          | 1994     | Gianpaolo Paini  | Polo delle Libertà (LN) |
|          | 1996     | Fiorello Provera | Lega Nord               |
|          | 2001     | Fiorello Provera | Casa delle Libertà (LN) |

### Dati elettorali

#### XII legislatura
|                               | Gianpaolo Paini ✔️ Eletto | Polo delle Libertà           | 83 350  | 48,64 |  |  |  |  |  |
|                               | Franco Bettini            | Patto per l'Italia           | 30 951  | 18,06 |  |  |  |  |  |
|                               | Vincenzo Ciabarri         | Progressisti                 | 24 376  | 14,23 |  |  |  |  |  |
|                               | Luigina De Paoli          | Lega Alpina Lumbarda         | 11 459  | 6,69  |  |  |  |  |  |
|                               | Pietro Luigi Tremonti     | Alleanza Nazionale           | 9 582   | 5,59  |  |  |  |  |  |
|                               | Maria Nobili              | Lista Pannella-Riformatori   | 4 657   | 2,72  |  |  |  |  |  |
|                               | Federico Carlo Frepoli    | Lega di Angela Bossi         | 3 589   | 2,09  |  |  |  |  |  |
|                               | Elisabetta Moriggi        | Partito Pensionati           | 2 559   | 1,49  |  |  |  |  |  |
|                               | Maria Virginia Colombo    | Partito della Legge Naturale | 828     | 0,48  |  |  |  |  |  |
| Totale                        | Totale                    | Totale                       | 171 351 | 100   |  |  |  |  |  |
|                               |                           |                              |         |       |  |  |  |  |  |
| Voti non validi               | Voti non validi           | Voti non validi              | 11 070  | 6,07  |  |  |  |  |  |
| Votanti                       | Votanti                   | Votanti                      | 182 421 | 99,68 |  |  |  |  |  |
| Elettori                      | Elettori                  | Elettori                     | 183 000 |       |  |  |  |  |  |
|                               |                           |                              |         |       |  |  |  |  |  |
| Data: 27-28 marzo 1994        |                           |                              |         |       |  |  |  |  |  |
| Fonte: Ministero dell'interno |                           |                              |         |       |  |  |  |  |  |

#### XIII legislatura
|                               | Fiorello Provera ✔️ Eletto | Lega Nord                                | 62 311  | 36,80 |  |  |  |  |  |
|                               | Maurizio Gallo             | Polo per le Libertà                      | 48 345  | 28,55 |  |  |  |  |  |
|                               | Renato Pedrini             | L'Ulivo                                  | 45 668  | 26,97 |  |  |  |  |  |
|                               | Eva Rossi De Paoli         | Lega per l'Autonomia - Alleanza Lombarda | 5 857   | 3,46  |  |  |  |  |  |
|                               | Alfredo Mazzoni            | Lista Pannella-Sgarbi                    | 2 766   | 1,63  |  |  |  |  |  |
|                               | Antonio Guastoni           | Movimento Sociale Fiamma Tricolore       | 2 060   | 1,22  |  |  |  |  |  |
|                               | Rodolfo Alfredo Spada      | Partito Socialista                       | 1 209   | 0,71  |  |  |  |  |  |
|                               | Mirella Mazzoleni          | Federazione Liste Civiche                | 1 095   | 0,65  |  |  |  |  |  |
| Totale                        | Totale                     | Totale                                   | 169 311 | 100   |  |  |  |  |  |
|                               |                            |                                          |         |       |  |  |  |  |  |
| Voti non validi               | Voti non validi            | Voti non validi                          | 10 705  | 5,95  |  |  |  |  |  |
| Votanti                       | Votanti                    | Votanti                                  | 180 016 | 84,92 |  |  |  |  |  |
| Elettori                      | Elettori                   | Elettori                                 | 211 976 |       |  |  |  |  |  |
|                               |                            |                                          |         |       |  |  |  |  |  |
| Data: 21 aprile 1996          |                            |                                          |         |       |  |  |  |  |  |
| Fonte: Ministero dell'interno |                            |                                          |         |       |  |  |  |  |  |

#### XIV legislatura
|                               | Fiorello Provera ✔️ Eletto | Casa delle Libertà                       | 88 768  | 52,13 |  |  |  |  |  |
|                               | Enrico Dioli               | L'Ulivo                                  | 47 681  | 28,00 |  |  |  |  |  |
|                               | Luigina De Paoli           | Lega per l'Autonomia - Alleanza Lombarda | 12 466  | 7,32  |  |  |  |  |  |
|                               | Eugenio Maria Buzzetti     | Partito della Rifondazione Comunista     | 5 107   | 3,00  |  |  |  |  |  |
|                               | Giovanni Agostini          | Lista Di Pietro                          | 4 547   | 2,67  |  |  |  |  |  |
|                               | Enea Sansi                 | Lista Pannella-Bonino                    | 3 921   | 2,30  |  |  |  |  |  |
|                               | Oliviero Barbetta          | Democrazia Europea                       | 2 644   | 1,55  |  |  |  |  |  |
|                               | Giovanni Vitale            | Partito Pensionati                       | 1 789   | 1,05  |  |  |  |  |  |
|                               | Giuseppe Boletta           | Fiamma Tricolore                         | 1 740   | 1,02  |  |  |  |  |  |
|                               | Giuseppe Romualdi          | Forza Nuova                              | 840     | 0,49  |  |  |  |  |  |
|                               | Fausto Bonetti             | Liberaldemocratici Basta                 | 405     | 0,24  |  |  |  |  |  |
|                               | Giovanni Leusciatti        | Partito Liberal-Popolare                 | 375     | 0,22  |  |  |  |  |  |
| Totale                        | Totale                     | Totale                                   | 170 283 | 100   |  |  |  |  |  |
|                               |                            |                                          |         |       |  |  |  |  |  |
| Voti non validi               | Voti non validi            | Voti non validi                          | 12 456  | 6,82  |  |  |  |  |  |
| Votanti                       | Votanti                    | Votanti                                  | 182 739 | 82,06 |  |  |  |  |  |
| Elettori                      | Elettori                   | Elettori                                 | 222 698 |       |  |  |  |  |  |
|                               |                            |                                          |         |       |  |  |  |  |  |
| Data: 13 maggio 2001          |                            |                                          |         |       |  |  |  |  |  |
| Fonte: Ministero dell'interno |                            |                                          |         |       |  |  |  |  |  |